# Рандолл (округ)
Рандолл (англ. Randall County) — округ в штате Техас, США. Он входит в состав агломерации Амарилло, куда входят ещё три округа: Армстронг, Карсон и Поттер. По состоянию на 2000 год численность населения составляла 104 312 человек. Окружным центром является город Каньон.
Официально образован в 1876 году и назван в честь Хораса Рэндала (англ. Horace Randal) — бригадного генерала конфедерации погибшего в битве за переправу Дженкинс в период Гражданской войны. Отличия в написании названия округа вызваны допущенными неточностями в учредительных документах при их составлении.
Некогда территория округа принадлежала крупному ранчо JA, располагавшегося на землях шести округов.

## География
По данным Бюро переписи США, общая площадь округа составляет 2389 км², из которых 2368 км² суша и 21 км² или 0,87 % это водоёмы.

### Соседние округа
- Армстронг (восток)
- Деф-Смит (запад)
- Кастро (юго-запад)
- Поттер (север)
- Суишер (юг)

### Национальные охраняемые территории
- озеро Буффало — национальный заповедник

## Демография
По данным переписи населения 2000 года в округе проживало 104 312 жителей, в составе 41 240 хозяйств и 28 785 семей. Плотность населения была 44 человека на 1 квадратный километр. Насчитывалось 43 261 жилых домов, при плотности покрытия 18 построек на 1 квадратный километр. По расовому составу население состояло из 90,44 % белых, 1,5 % чёрных или афроамериканцев, 0,65 % коренных американцев, 1,03 % азиатов, 0,03 % коренных гавайцев и других жителей Океании, 4,71 % прочих рас, и 1,64 % представители двух или более рас. 10,27 % населения являлись испаноязычными или латиноамериканцами.
Из 41 240 хозяйств 33,9 % воспитывали детей возрастом до 18 лет, 57,5 % супружеских пар живших вместе, в 9,2 % семей женщины проживали без мужей, 30,2 % не имели семей. На момент переписи 25,4 % от общего количества живут самостоятельно, 8,5 % лица старше 65 лет, жившие в одиночку. В среднем на каждое хозяйство приходилось 2,49 человека, среднестатистический размер семьи составлял 3 человека.
Показатели по возрастным категориям в округе были следующие: 26,1 % жители до 18 лет, 11,2 % от 18 до 24 лет, 28,4 % от 25 до 44 лет, 22,4 % от 45 до 64 лет, и 11,9 % старше 65 лет. Средний возраст составлял 35 лет. На каждых 100 женщин приходилось 94,7 мужчин. На каждых 100 женщин в возрасте 18 лет и старше приходилось 91,2 мужчины.
Средний доход на хозяйство в округе составлял 42 712 $, на семью — 52 420 $. Среднестатистический заработок мужчины был 36 333 $ против 25 358 $ для женщины. Доход на душу населения был 21 840 $. Около 5,7 % семей и 8,1 % общего населения находились ниже черты бедности. Среди них было 8,5 % тех кому ещё не исполнилось 18 лет, и 6,6 % тех кому было уже больше 65 лет.

## Населённые пункты

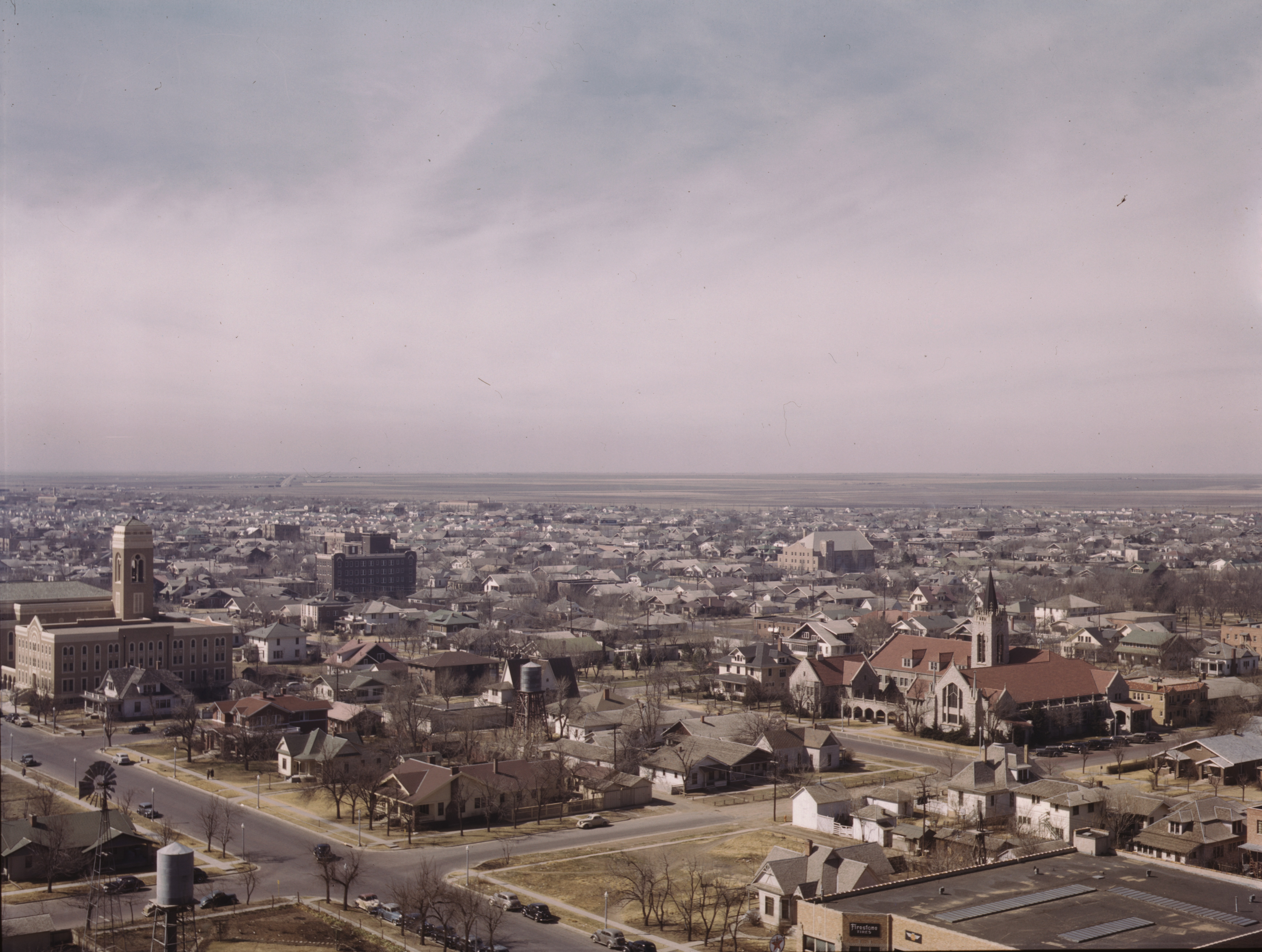
Амарилло — крупнейший город региона.
(фотография марта 1943 года)

### Города
- Амарилло[2]
- Каньон
- Хаппи[3]

### Деревни
- Лейк-Тенглвуд
- Палисейдс
- Тимберкрик-Каньон

### Немуниципальные территории
- Амбаргер

## Политическая ориентация
С 1952 года округ Рандолл на всех выборах голосует за кандидатов от республиканской партии. На президентских выборах 2008 года Джон Маккейн получил 80,93 % голосов избирателей против 18,27 % у демократа Барака Обамы.
В Техасской палате представителей округ Рандолл числится в составе 86-го района. С 1985 года интересы округа представляет атторней из Амарилло республиканец Джон Смити.

## Галерея
| |
| Панорама каньона Пало-Дуро, второго по величине каньона США. Расположен в округах Рандолл и Армстронг. |